# Frank Haubold
Frank Haubold (Union City (Nueva Jersey), Estados Unidos, 23 de marzo de 1906-Ridgefield (Nueva Jersey), marzo de 1985) fue un gimnasta artístico estadounidense, subcampeón olímpico en Los Ángeles 1932 en el concurso por equipos.

## Carrera deportiva
En las Olimpiadas de Los Ángeles 1932 ganó la plata en el concurso por equipos, quedando situados por detrás de los italianos y por delante de los finlandeses, y siendo sus compañeros de equipo: Frank Cumiskey, Al Jochim, Fred Meyer y Michael Schuler. Asimismo ganó el bronce en caballo con arcos, tras el húngaro Istvan Pelle y el italiano Omero Bonoli.